# Leucania leucosphenia
Leucania leucosphenia là một loài bướm đêm trong họ Noctuidae.